# Camponotus atlantis
Camponotus atlantis är en myrart som beskrevs av Auguste-Henri Forel 1890. Camponotus atlantis ingår i släktet hästmyror, och familjen myror.

## Underarter
Arten delas in i följande underarter:
- C. a. atlantis
- C. a. atrioris
- C. a. hesperius
- C. a. marocanus
- C. a. nigrovarius
- C. a. planitae